# Шабанколь (озеро, Аулиекольский район)
Шабанколь (Шубанколь; каз. Шабанкөл) — солёное озеро в Аулиекольском районе Костанайской области Казахстана. На берегу озера находится село имени Кабидоллы Тургумбаева.
Площадь поверхности озера составляет 8,5 км². Наибольшая длина озера — 4,5 км, наибольшая ширина — 3 км. Длина береговой линии составляет 13 км.